# Oostendam
Oostendam is een gehucht in de Nederlandse provincie Zuid-Holland en ligt deels in gemeente Ridderkerk en deels in gemeente Hendrik-Ido-Ambacht ligt. Het dorp heeft 635 inwoners (2022). Het ontstaan van Oostendam ligt in 1332 toen Graaf Willem III de Waal aan de noordzijde van de Zwijndrechtse Waard liet afdammen.
Oostendam ligt betrekkelijk geïsoleerd ten opzichte van de gemeente Ridderkerk, net ten zuiden van de A15 en ten westen van de rivier de Noord; de bewoners zijn dan ook vooral georiënteerd op het naburige Hendrik-Ido-Ambacht; tot 1855 behoorde het gehucht tot de gemeente Hendrik Ido-Oostendam en Schildmanskinderen-Ambacht en de Oostendam.
Toen die gemeente fuseerde met Sandelingen-Ambacht tot gemeente Hendrik-Ido-Ambacht, werd Oostendam ten noorden van de Waal bij gemeente Ridderkerk gevoegd. Aan de Pruimendijk bevindt zich een klein kerkgebouwtje, de Immanuëlkapel. Oorspronkelijk in 1946 in gebruik genomen en later een aantal maal verbouwd en vergroot.

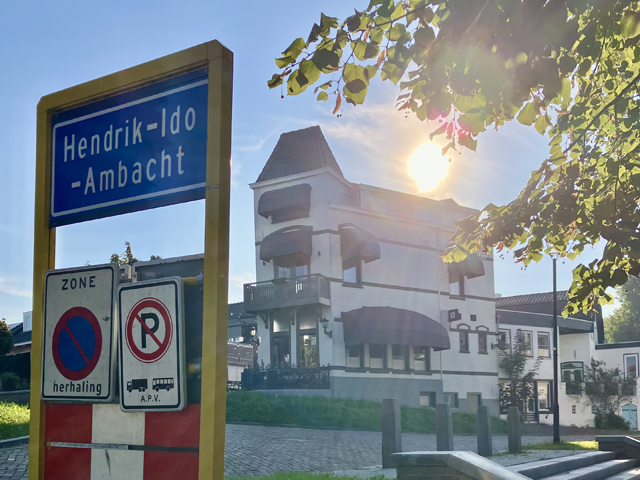
Voormalig schipperscafé op (het Ambachts deel van) Oostendam
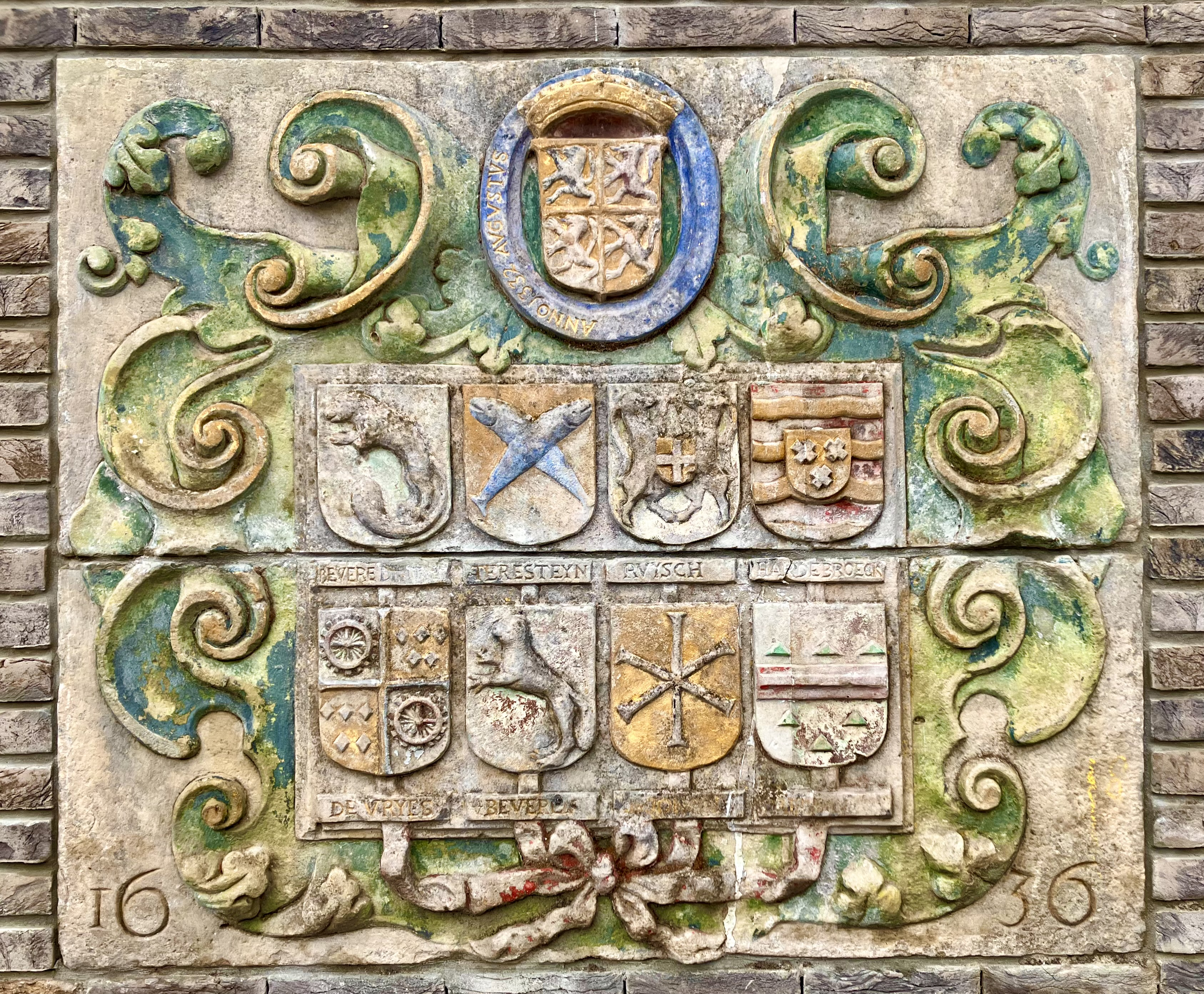
Wapensteen uit de stenen schutsluis van 1636 in de Oostendam.
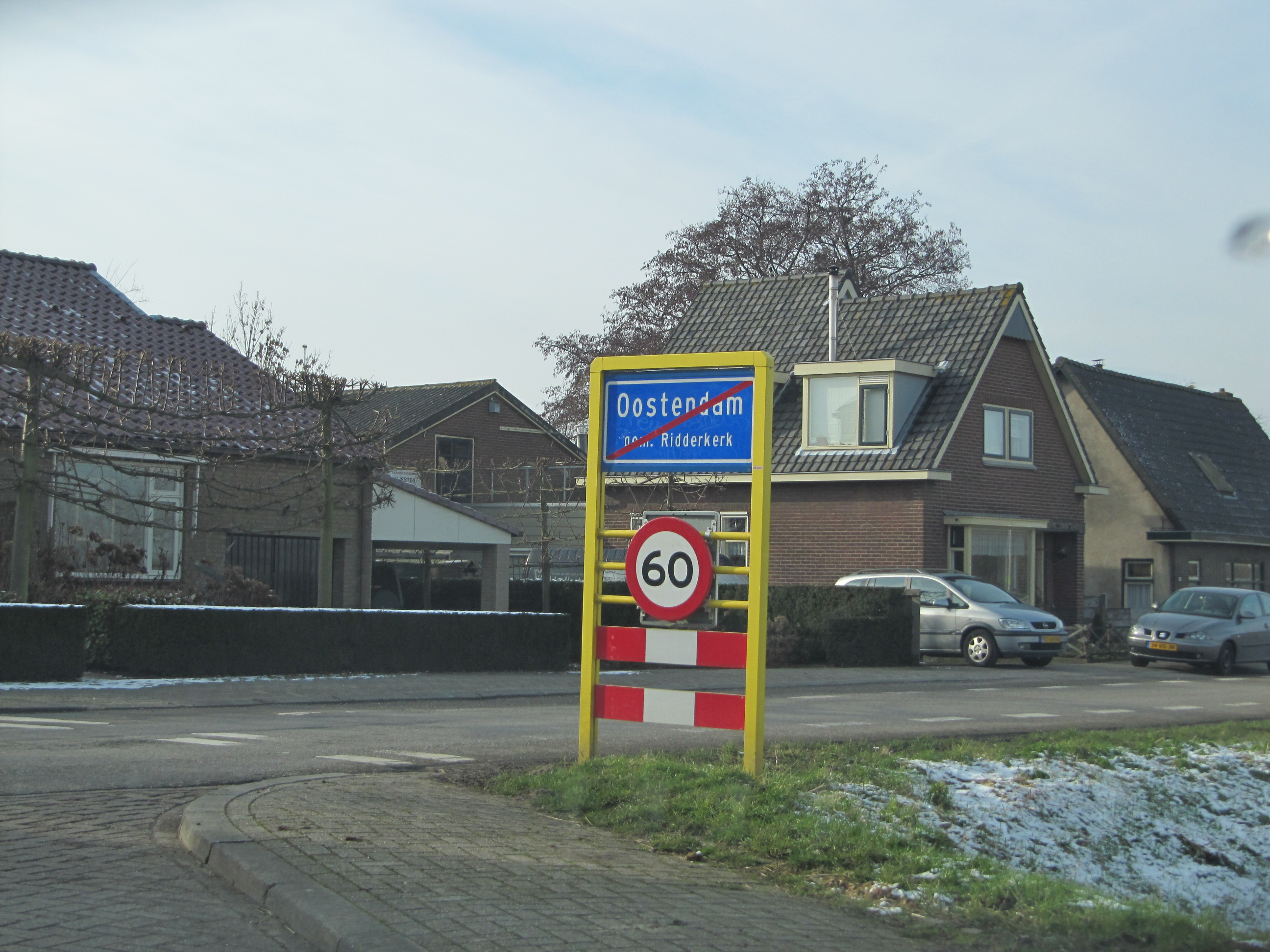
Bord op de Pruimendijk
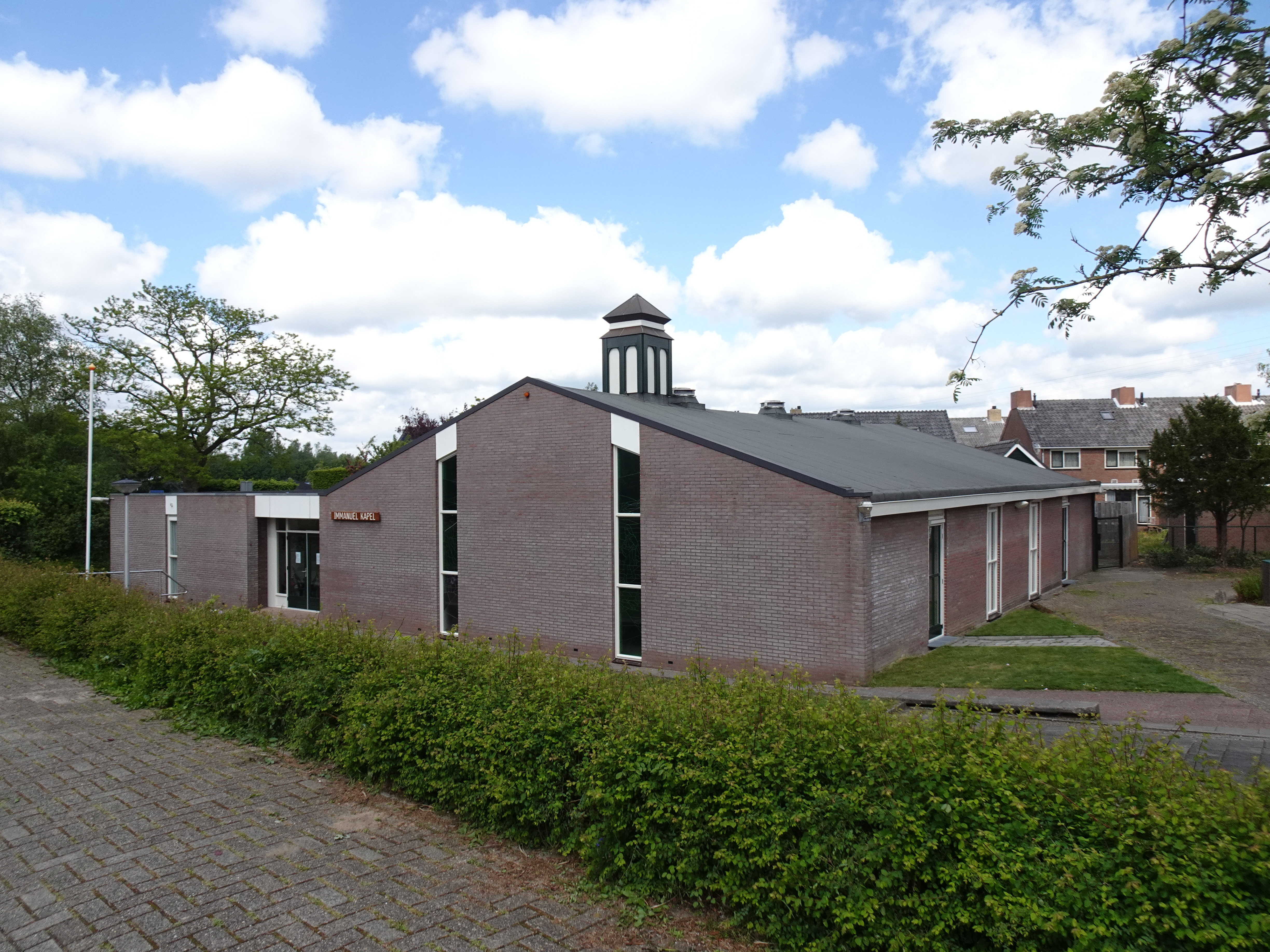
De Immanuëlkapel

Bolnes · Oostendam · Oude-Molen · Ridderkerk · Rijsoord · Slikkerveer · Strevelshoek · Wevershoek · Zwaantje · Zwet

Zuid-Holland: Steden en dorpen    Nederland: Provincies · Gemeenten